# Philippe Cospeau

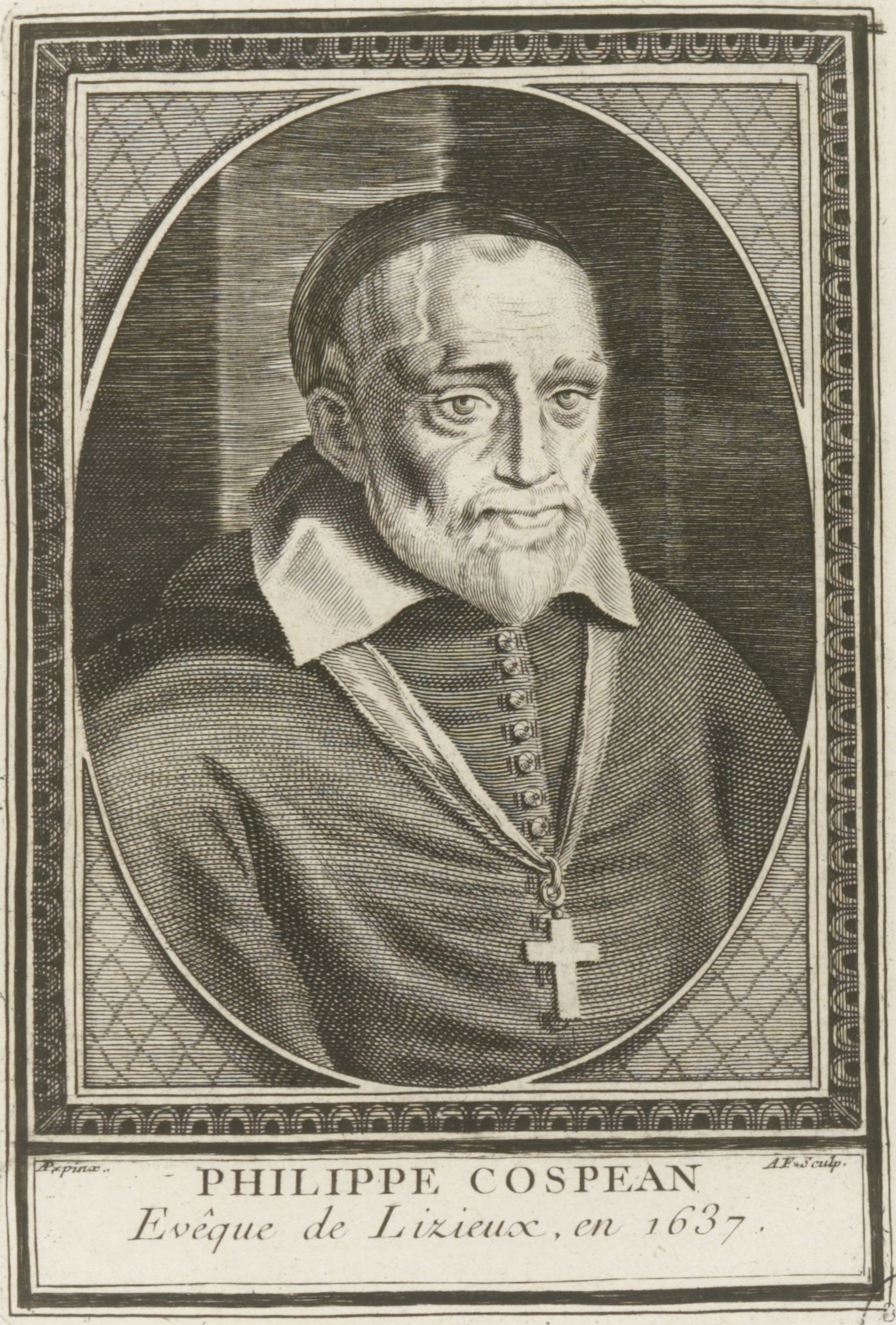
Philippe Cospeau

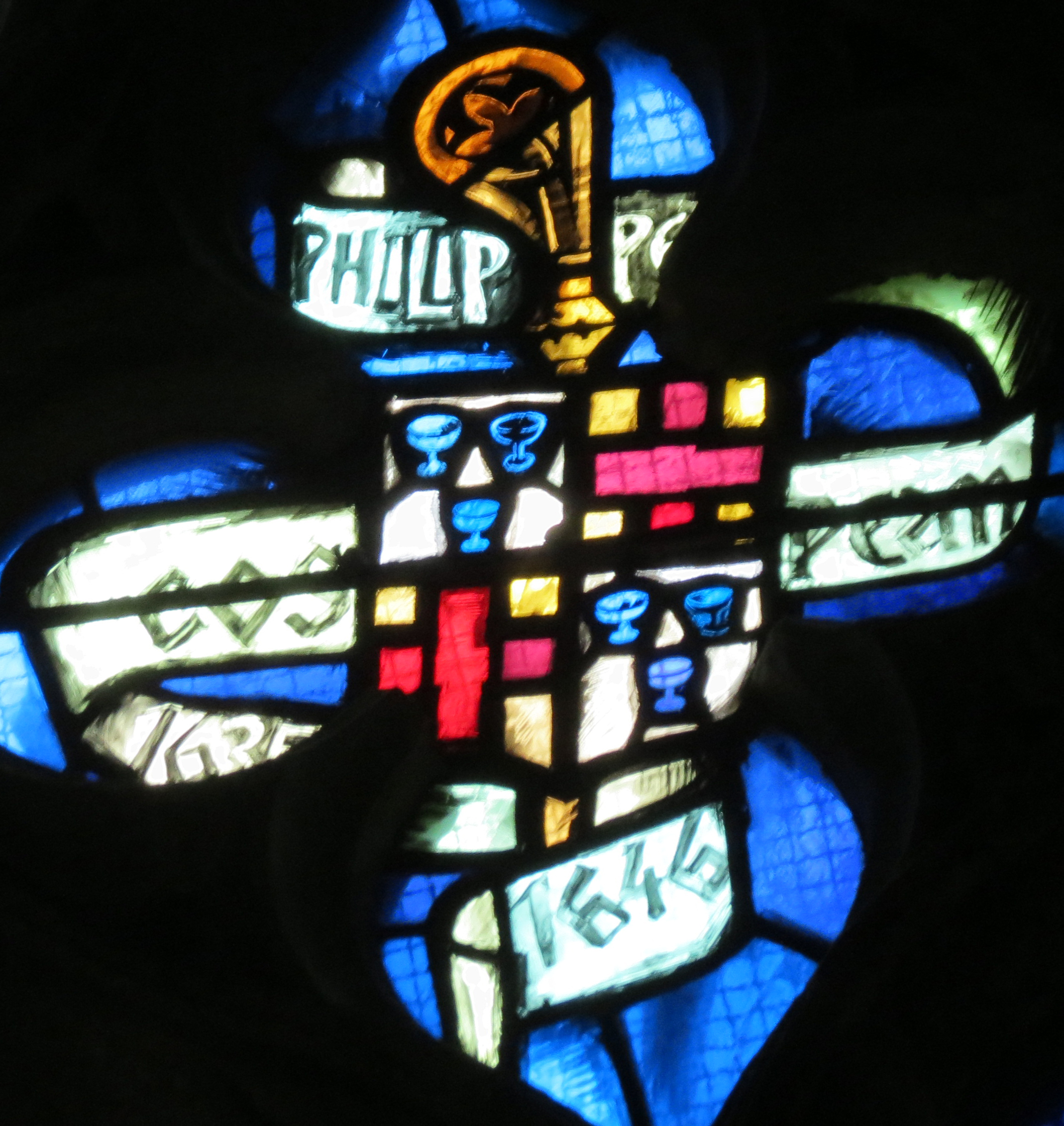
Glasraam met het wapenschild van bisschop Cospeau. Sint-Pieterskathedraal van Lisieux.

Philippe Cospeau (Bergen, 15 februari 1571 - Lisieux, 8 mei 1646) was een kanunnik uit de Spaanse Nederlanden en later theoloog in Parijs. Nadat hij Frans onderdaan werd, werd hij bisschop van Aire (1606-1621), bisschop van Nantes (1621-1636) en bisschop van Lisieux (1636-1646). Hij was jaren een hoveling van Lodewijk XIII, koning van Frankrijk.

## Levensloop

### Jeugd en studies
Cospeau was een telg uit een familie van magistraten in Bergen en in het graafschap Henegouwen, gelegen in de Spaanse Nederlanden. De ouders Cospeau waren protestant. Bij de Spaanse herovering van Bergen (1572) was Cospeau een baby van 1 jaar. De familie Cospeau verloor al haar eigendommen en huisraad; de eerste jaren van Cospeau verliepen in armoede. Toen Cospeau adolescent was, verbeterde de situatie van de familie. Cospeau kon middelbare studies volgen in Houdain, in het door Frankrijk veroverde Vlaanderen. 
Vervolgens studeerde hij Artes (talen - filosofie) aan de oude universiteit van Leuven. Hij gaf les nadien in filosofie en werd bevriend met de Leuvense hoogleraar Justus Lipsius. Cospeau werd kanunnik in het kapittel van Sint-Waldrudis in zijn geboortestad Bergen; tevens werd hij kanunnik in het kapittel van Onze-Lieve-Vrouw bij de aartsbisschop van Kamerijk. Deze 2 ambten gaf hij op en trok naar de universiteit Sorbonne in Parijs. Dit was mogelijk omdat de Vrede van Vervins (1598) een rustpauze bracht in de oorlog tussen Spanje en Frankrijk.  
In Parijs behaalde hij de graad van doctor in de katholieke theologie (1604). Volgens zijn tijdsgenoten was hij welbespraakt en zijn sermoenen trokken volk. Hij gaf les in de theologie aan diezelfde universiteit. Zijn welbespraaktheid viel op in de hoge kringen van Parijs. Cospeau werd een vertrouweling van de machtige hertog Jean-Louis van Epernon en diens zoon Louis de la Valette, aartsbisschop van Toulouse. Cospeau werd aalmoezenier van Reine Margot, de vrouw van koning Hendrik IV van Frankrijk.

### Bisschop van Aire
In 1607 werd Cospeau tot bisschop van Aire gewijd. Dit lag in de provincie Guyenne, in het zuiden van het Franse koninkrijk. Dit bisdom hing af van aartsbisschop Louis de la Valette en de benoeming had Cospeau te danken aan de familie de la Valette. Voor de bisschopswijding moest Cospeau wel afzien van zijn Spaanse nationaliteit en zodoende onderdaan worden van de Franse koning Hendrik IV.
De naam Cospeau werd bekend in geheel Frankrijk in het jaar 1610. Hij hield een lijkrede in de Notre Dame in Parijs tijdens de koninklijke begrafenis van Hendrik IV. Hendrik IV, een voormalig hugenoot, had met Cospeau gemeenschappelijk dat hun ouders protestant waren. Cospeau citeerde in de lijkrede talrijke kerkvaders. Ook viel het de toehoorders op dat hij passages uit de Bijbel verving door profane teksten uit de klassieke oudheid. 

### Bisschop van Nantes
Van 1621 tot 1636 was hij bisschop van Nantes. In deze periode hield hij de lijkrede in Parijs voor de jonge prinses Maria van Bourbon (1605-1627), vrouw van Gaston van Orléans en schoonzus van koning Lodewijk XIII. Cospeau kwam in de gunst van de staatsman kardinaal Richelieu, alhoewel deze laatste twijfels had of Cospeau wel voldoende anti-jansenist was. Cospeau was niet duidelijk pro of contra het jansenisme en had, in het algemeen, een religieus tolerant profiel. Kardinaal Richelieu liet Cospeau overigens gerust. Cospeau leefde vaak aan het hof van Lodewijk XIII in de Tuilerieën, meer dan in Nantes.

### Bisschop van Lisieux
Van 1636 tot 1646 was Cospeau bisschop van Lisieux, in Normandië. Hij had sympathieën voor de groep samenzweerders rond hertog Frans van Vendôme (1642). Na de dood van kardinaal Richelieu en Lodewijk XIII, voerde kardinaal Mazarin immers het regentschap. Dit was niet tot ieders tevredenheid. Bisschop Cospeau viel in ongenade bij Mazarin. Mazarin liet hem, als gunst, Parijs verlaten en rustig terugkeren naar zijn bisdom in Normandië. Daar stierf Cospeau enkele jaren later (1646) op het kasteel van Loges, nabij Lisieux.      

## Drie kathedralen
De 3 kathedralen waar bisschop Cospeau zetelde, waren:

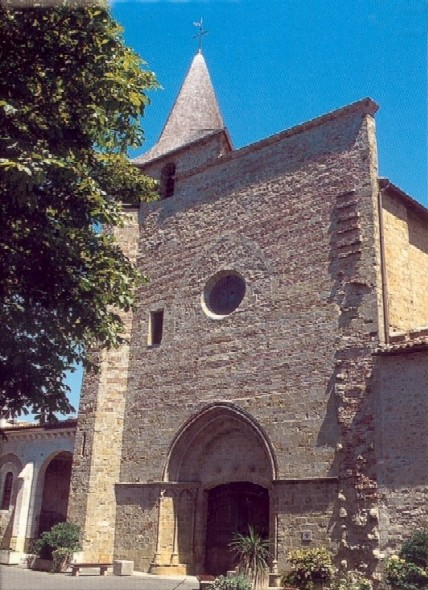
Kathedraal van Sint-Jan de Doper in Aire
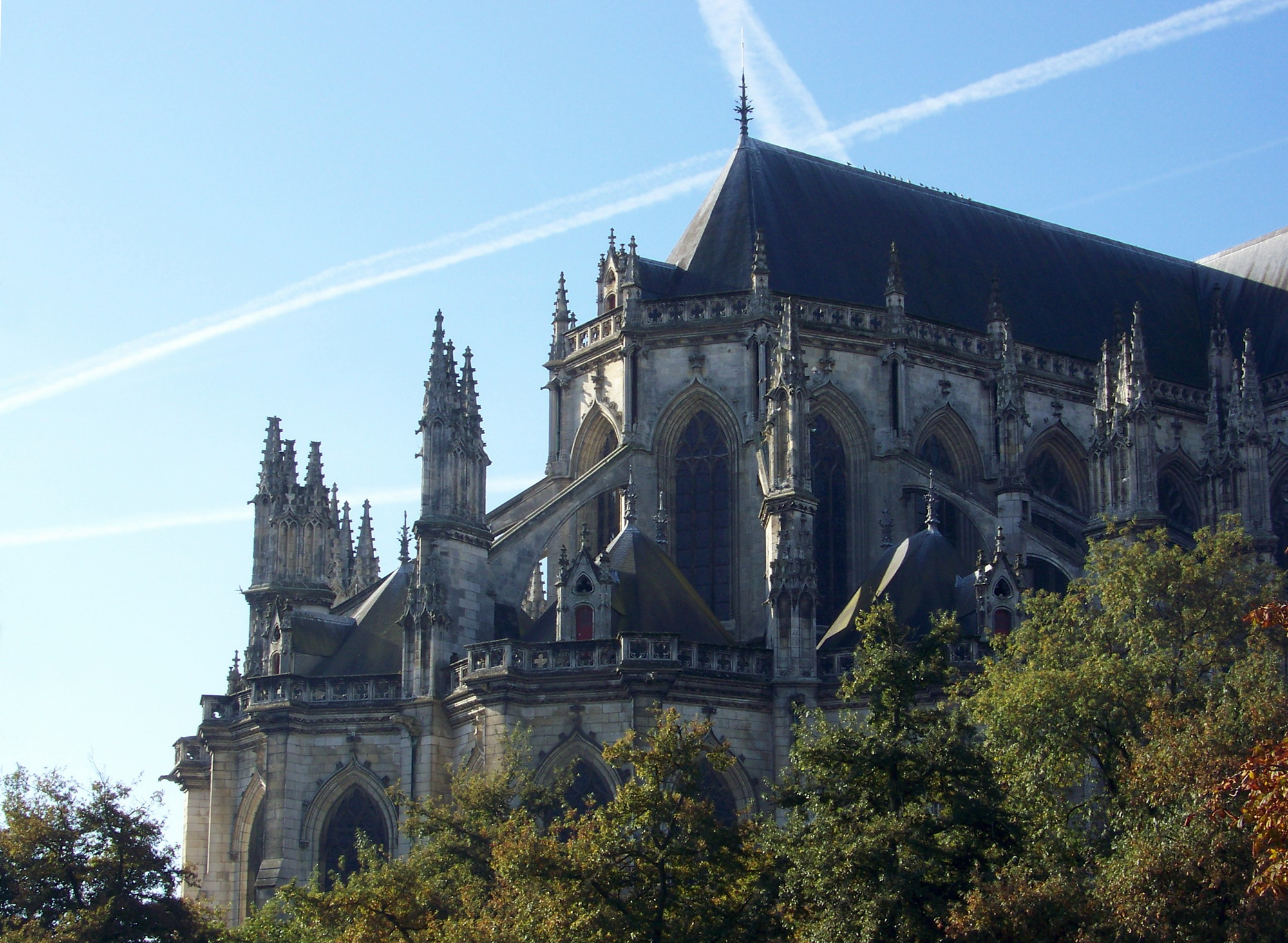
Kathedraal van Sint-Pieter in Nantes
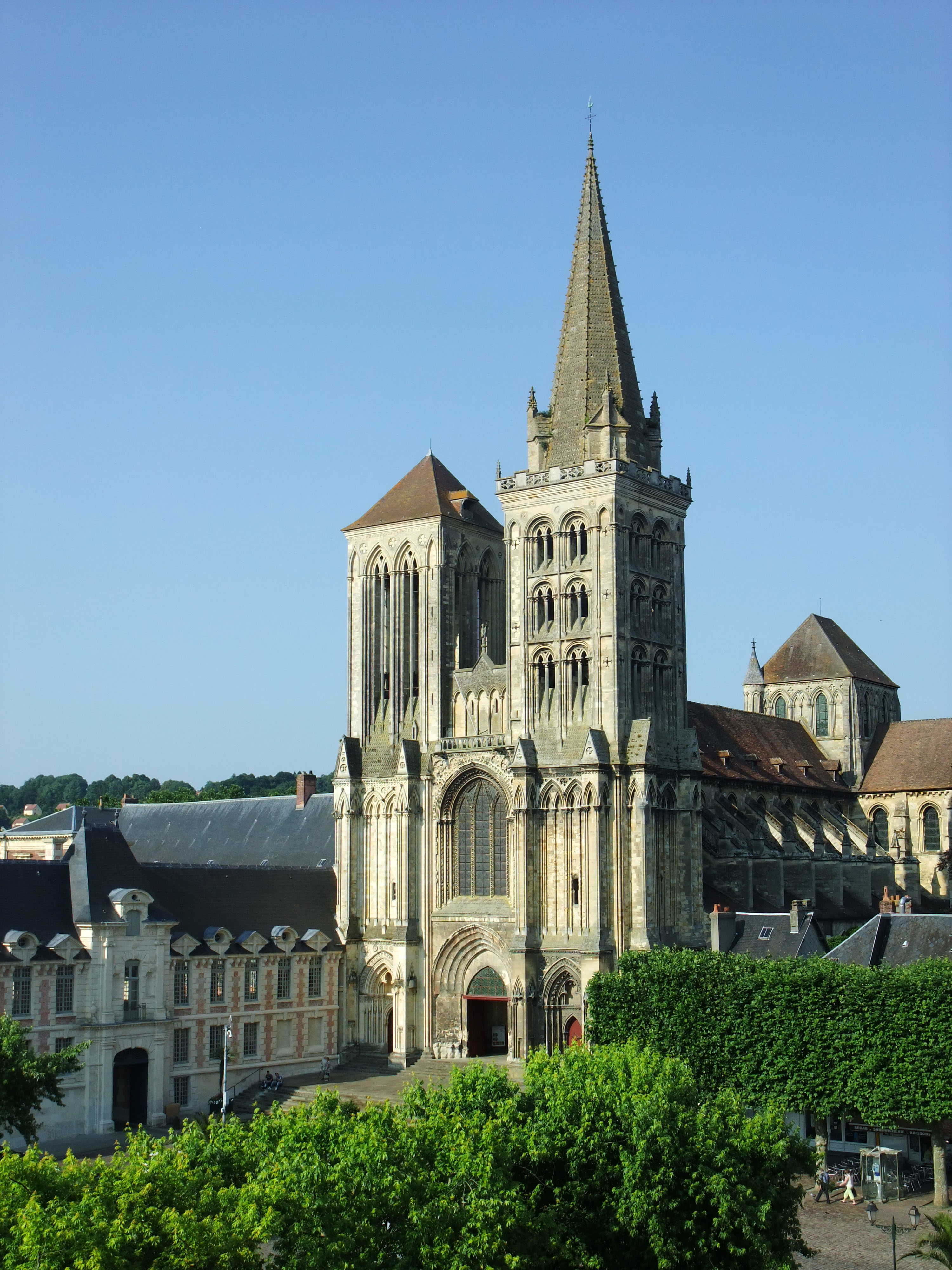
Kathedraal van Sint-Pieter in Lisieux

- Bibliothèque nationale de France: cb12134555v (data)
- Gemeinsame Normdatei: 11894696X
- International Standard Name Identifier: 0000 0001 1590 9370
- Library of Congress Control Number: nr90005955
- Nationale Bibliotheek van Israël: 987007368568305171
- Nederlandse Thesaurus van Auteursnamen: 080711448
- Système universitaire de documentation: 02979658X
- Virtual International Authority File: 7238768
- WorldCat: E39PBJycMV68xFVvBrWBwQw9jC